# Paul Heimann
Paul Heimann (* 16. März 1901 in Mittelwalde, Landkreis Habelschwerdt,  Provinz Schlesien; † 30. Juni 1967 in West-Berlin) war ein deutscher Erziehungswissenschaftler und lehrte an der Pädagogischen Hochschule Berlin.

## Leben
Heimann besuchte das Lehrerseminar in Breslau und studierte an der Universität Breslau Pädagogik und Slawistik sowie Wirtschaftswissenschaften an der Handelshochschule Berlin. Nach dem Abschluss seines Lehrerstudiums arbeitete Heimann zunächst bei einer Privatbank, da er zunächst keine Anstellung im Schuldienst fand. Zu Beginn der 1930er Jahre trat er in den Schuldienst ein, war an einer Schule in Berlin-Neukölln tätig. 1943 wurde Heimann eingezogen, geriet in französische Kriegsgefangenschaft und war 1945–1946 an Kriegsgefangenen-Bildungsstätten tätig. 1946 unterrichtete er als Dozent in Berlin Russisch und war vorübergehend Redakteur der Zeitschrift Pädagogik. 1947/1948 arbeitete Heimann zunächst als Assistent für pädagogische Psychologie und schließlich als Dozent für systematische Erziehungswissenschaft an der Pädagogischen Hochschule Berlin. 1953 wurde er dort zum Professor ernannt. 1962 erschien seine Arbeit Didaktik als Theorie und Lehre, die begründend für die „lerntheoretische Didaktik“ war, auch Berliner Schule der Didaktik genannt.
Neben seiner Hochschultätigkeit wirkte Heimann in zahlreichen Forschungs- und Informationsstätten mit. Er war u. a. acht Jahre lang Mitglied des SFB-Rundfunkrats und war Mitglied der Kuratorien des Instituts für Film und Bild in Wissenschaft und Unterricht sowie der Deutschen Film- und Fernsehakademie Berlin. Er gehörte dem Arbeitskreis zweiter Bildungsweg des Bayerischen Rundfunks an und beteiligte sich an staatlichen und kirchlichen Ausschüssen, die sich mit Problemen des Schulfernsehens befassten. Bei den Film- und Fernsehwettbewerben Adolf-Grimme-Preis, Prix Jeunesse und Berlinale war Heimann Jury-Mitglied.

## Didaktik: Berliner Schule
Die Berliner Schule mit Paul Heimann und seinen Assistenten Gunter Otto und Wolfgang Schulz entwickelte das didaktische Modell aus praktischen Bedürfnissen der Lehrerausbildung an der Pädagogischen Hochschule Berlin, an der es als drittes Semester eine Praxisphase Didaktikum gab. Den vorhandenen didaktischen Modellen vor allem von Wolfgang Klafki warf Heimann „Stratosphärendenken“ vor, d. h., er hielt sie für praxisuntauglich und alltagsfern.
Vor allem die unzureichende Berücksichtigung von methodischen Faktoren in der Unterrichtsplanung sah er als Defizit der bildungstheoretischen Didaktik. Deshalb verzichtete er auf den Begriff der Bildung und ersetzte ihn durch das empirisch besser zu fassende Lernen. Ferner wollte er die konkreten sozialen und individuellen Ausgangslagen der Schüler stärker einbezogen wissen. Sämtliche Unterrichtsfaktoren, also Intention, Thematik, Methodik, Medieneinsatz sowie anthropogene und sozialkulturelle Voraussetzungen der Schüler, sollten interdependent in die Planung als Strukturanalyse einbezogen werden.

## Weitere Schwerpunkte
Heimann gehört zu den Mediendidaktikern, die sich früh mit der Wirkung von Film, Rundfunk und Fernsehen auf Schüler befasst hat. In West-Berlin gehörte er zu den Wortführern für die Einführung der Gesamtschule. Dazu bewogen ihn seine vergleichenden Studien zu den verschiedenen Bildungssystemen der Staaten, u. a. in der Sowjetunion. Er war Mitglied der Gewerkschaft Erziehung und Wissenschaft (GEW).

## Schriften (Auswahl)
- (mit anderen): Jugend und Fernsehen. München 1958.
- Paul Heimann, Gunter Otto, Wolfgang Schulz: Unterricht – Analyse und Planung. Schroedel, Hannover (div. Auflagen seit 1965).
- Didaktische Grundbegriffe. In: K. Reich, H. Thomas (Hrsg.): Paul Heimann – Didaktik als Unterrichtswissenschaft. Klett, Stuttgart 1976, ISBN 3-12-923380-6.